# Sártök
A sártök (Citrullus colocynthis) a tökvirágúak (Cucurbitales) rendjébe, ezen belül a tökfélék (Cucurbitaceae) családjába tartozó faj.

## Előfordulása
A sártök előfordulási területe a Földközi-tenger térsége. Észak-Afrikában, Ázsiában - Anatóliától és a Kaszpi-tengertől egészen Indiáig - és Európában található meg. Európában, csak Spanyolország és Olaszország egyes részein, valamint Görögország néhány szigetén fordul elő. A Ciprus szigeten már a 14. században elkezdték termeszteni; a termesztése még ma is folytatódik.

## Megjelenése
A gyökere nagy és húsos; a középső része mélyen leereszkedik. Az indás-futó szárai néhány méter hosszon, minden irányban szétterülnek; ha megfelelő szilárd támaszt talál, akkor felfut rá. A levele a görögdinnyééhez (Citrullus lanatus) hasonlóan tenyeresen karéjos; 5-7 nyúlvánnyal. Virágai sárgák; egy-egy virág van egy levél tövében. A termése sima felületű, körszerű és 5-10 centiméter átmérőjű. A fehér, szivacsos húsa igen keserű. A termés körülbelül hat részre oszlik; mindegyik részben 6 mag van. Mindegyik növény körülbelül 15-30 gyümölcsöt terem. Ezek a nagy víztartalmú gyümölcsök igen fontosak a sivatagi állatok számára. A mag szürke színű, 5 milliméter hosszú és 3 milliméter széles. Habár emberi fogyasztásra alkalmas, ez is nagyon keserű. Az ember inkább olajkészítéshez használja. Hektáronként 400 liter olajat lehet kitermelni.

## Életmódja
Főleg sivatagi növényfaj, mely a száraz és homokos talajokat kedveli. A tengerszinttől egészen 1500 méteres magasságig lehet megtalálni. A 14,8-27,8 Celsius-fokos hőmérsékletet, az 5-7,8 pH értéket és a 250-1500 milliméteres csapadékot is megtűri.

## Képek

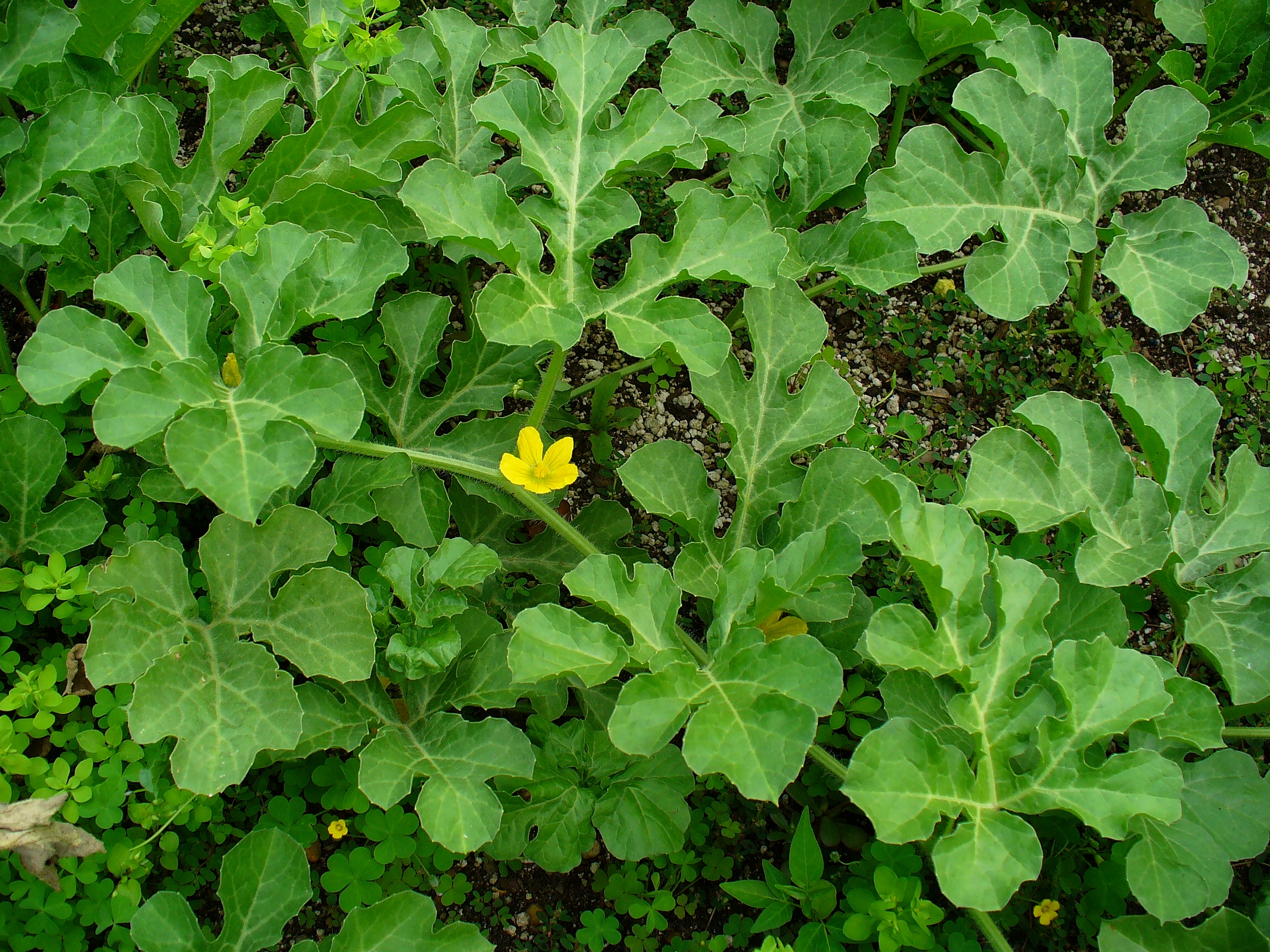
A levelei,
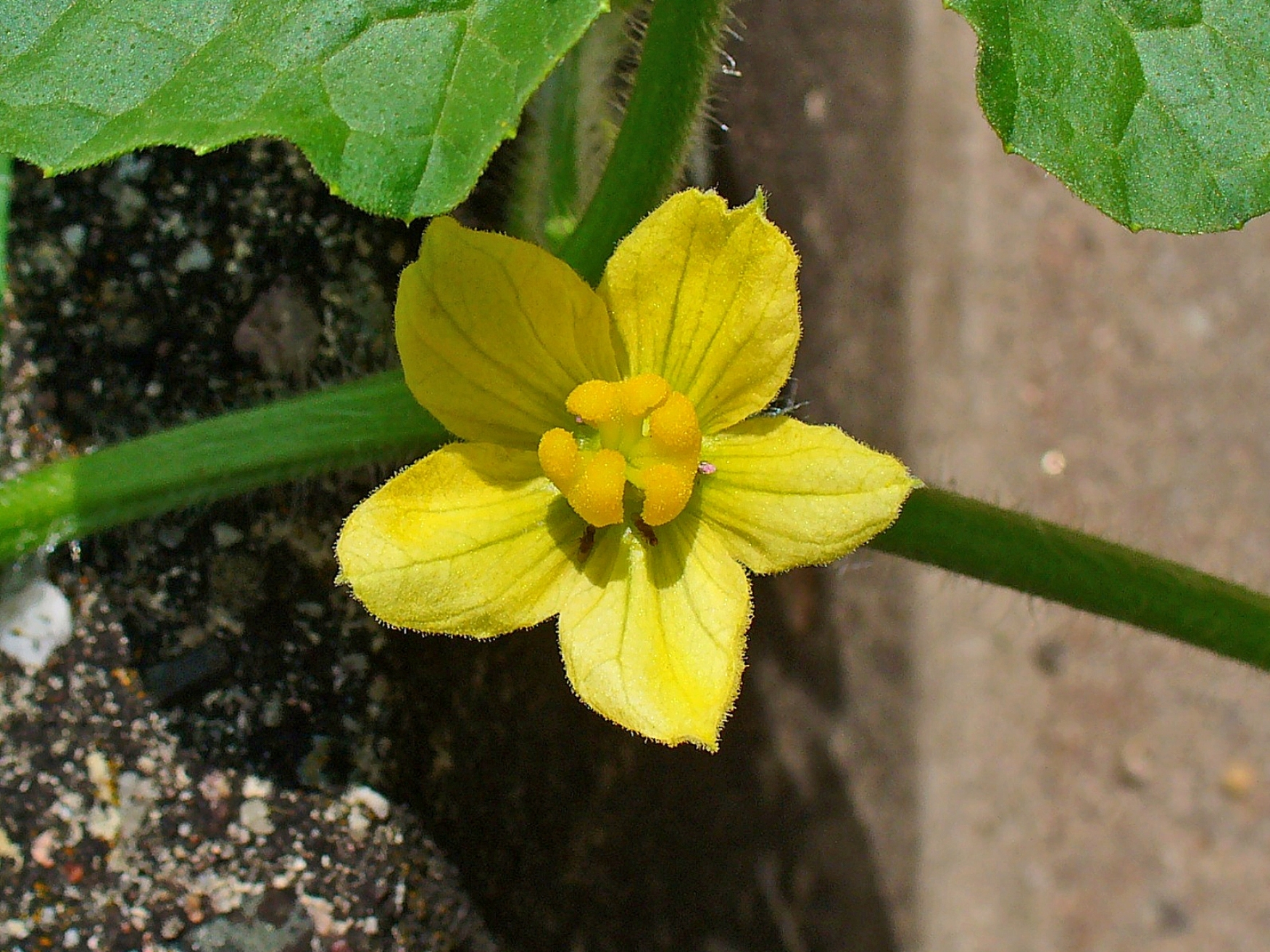
virága,
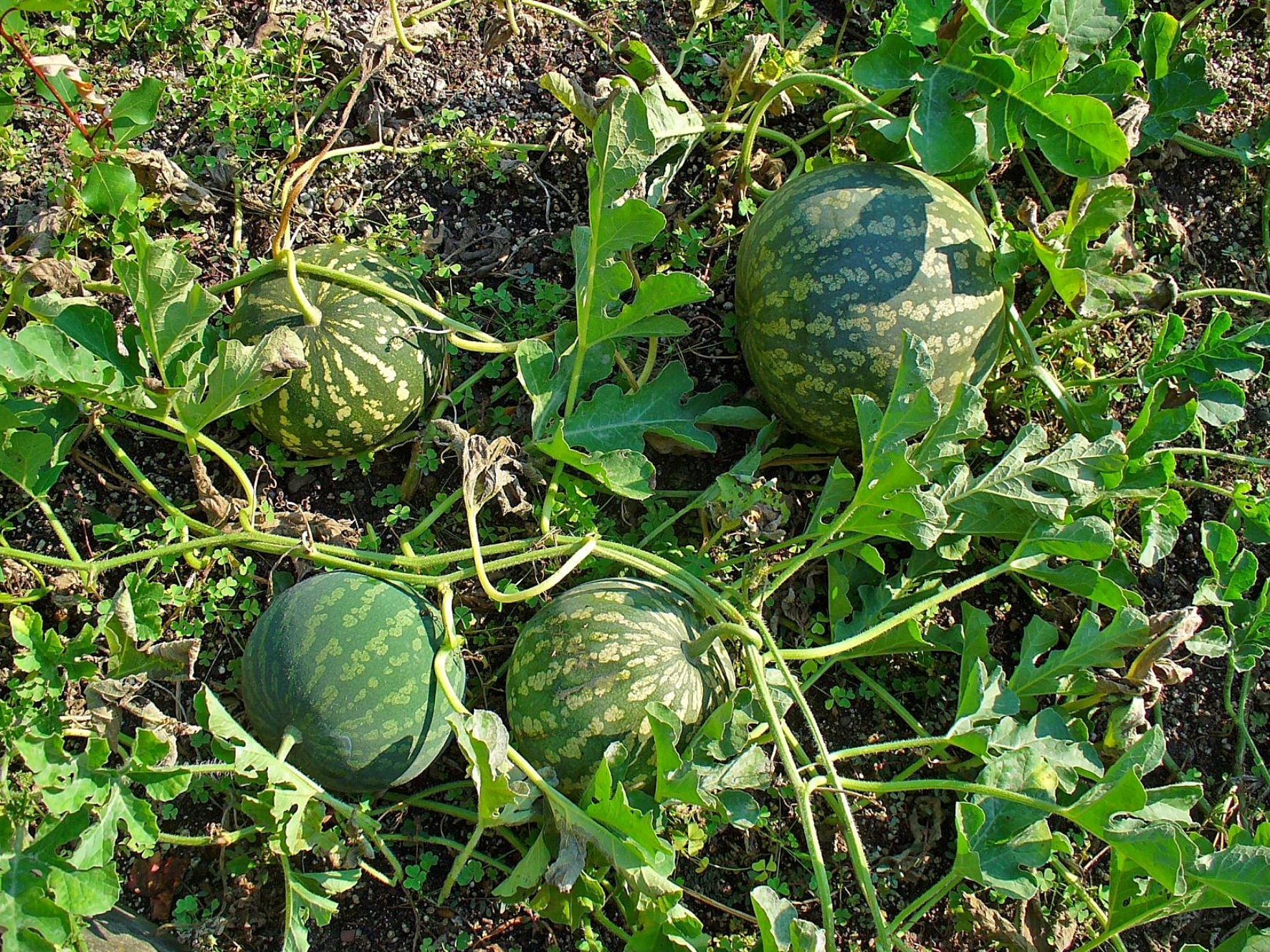
éretlen termése
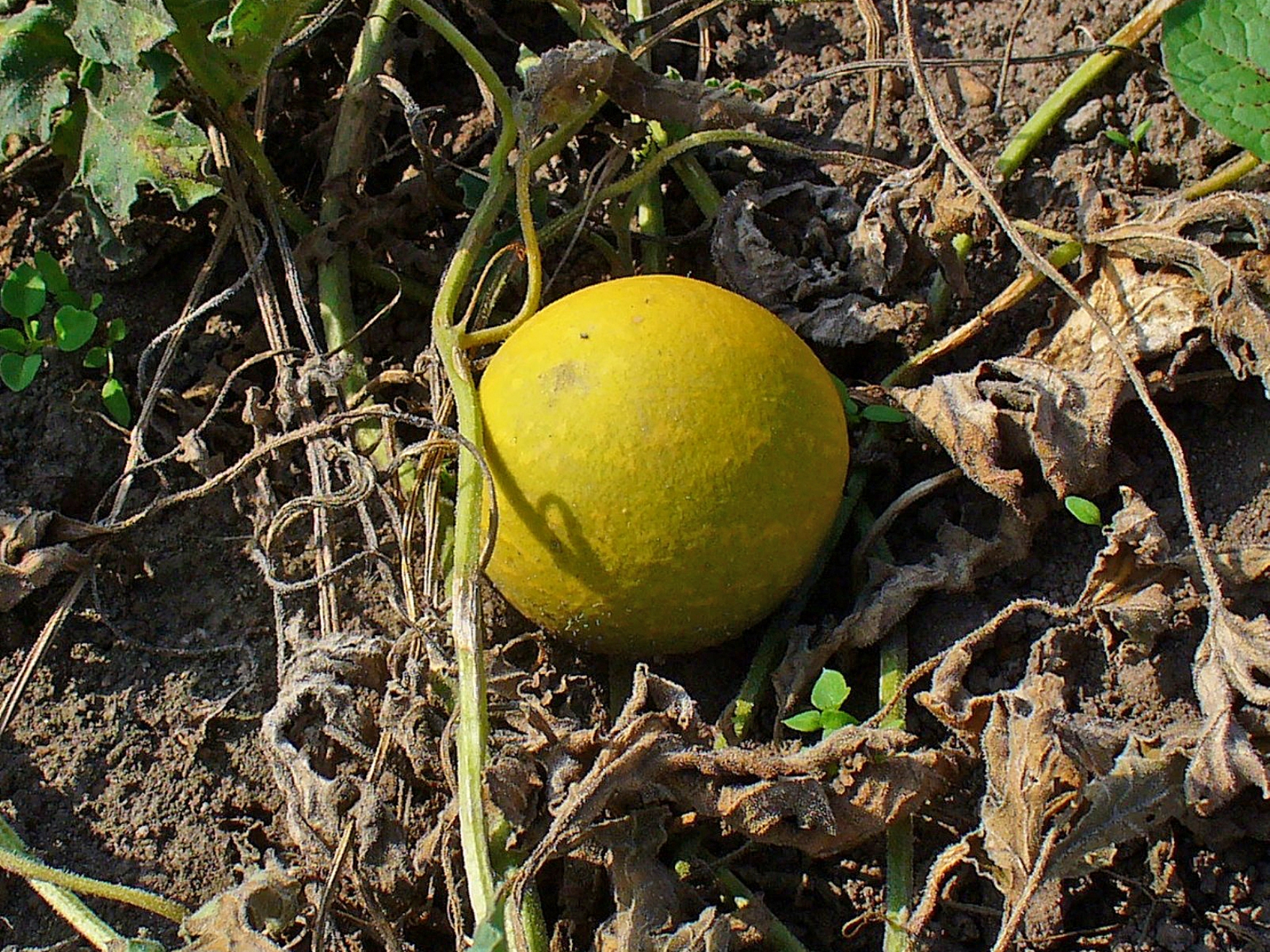
és érett termése
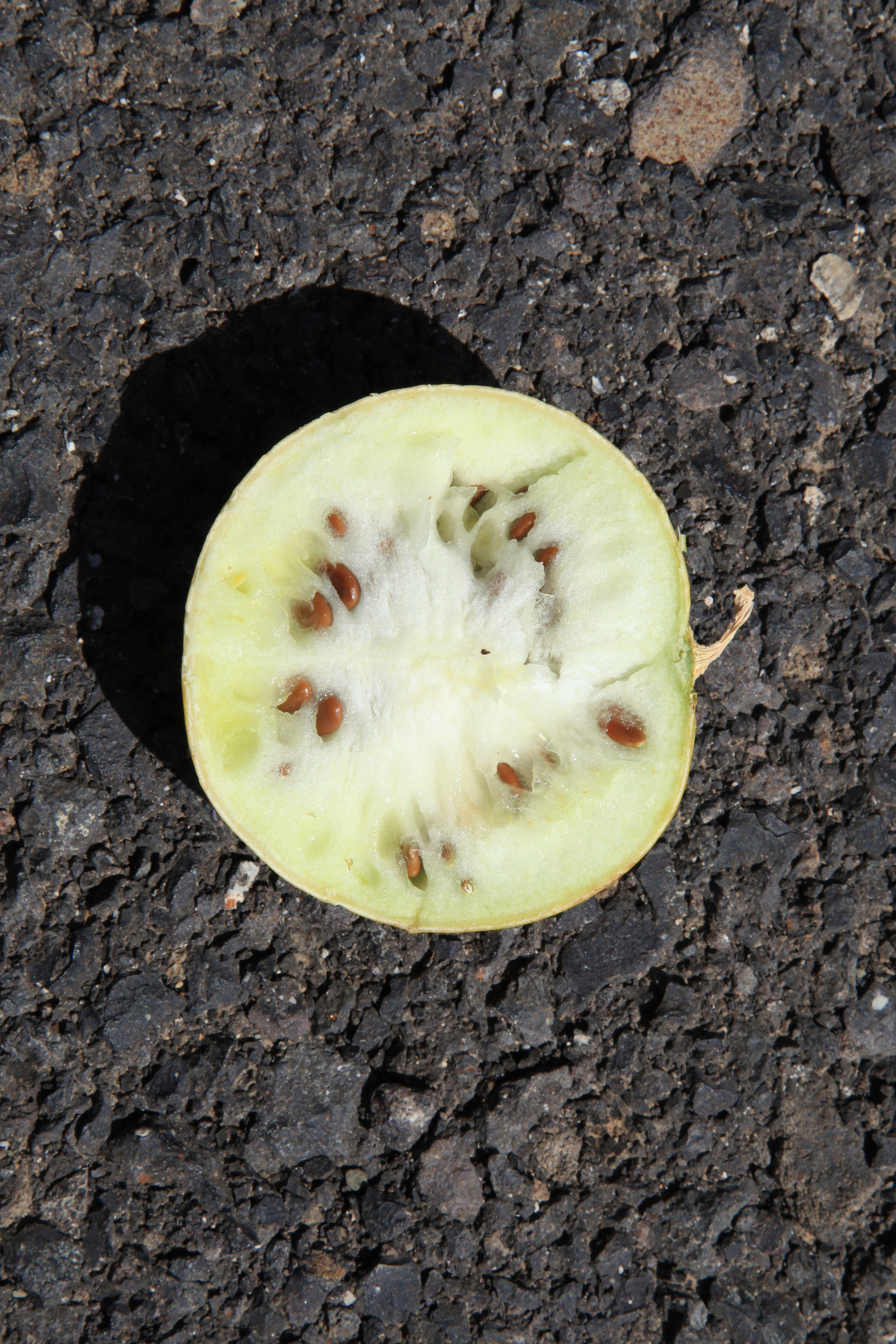
Kettévágott termés

## Fordítás
- Ez a szócikk részben vagy egészben  a   Citrullus colocynthis című angol Wikipédia-szócikk ezen változatának fordításán alapul.  Az eredeti cikk szerkesztőit annak laptörténete sorolja fel. Ez a jelzés csupán a megfogalmazás eredetét és a szerzői jogokat jelzi, nem szolgál a cikkben szereplő információk forrásmegjelöléseként.